# Campionato mondiale di hockey su ghiaccio femminile 2016
Il 18º Campionato mondiale di hockey su ghiaccio femminile è stato assegnato dall'International Ice Hockey Federation al Canada, che lo ha ospitato a Kamloops, dal 28 marzo al 4 aprile 2016. Questa è la settima volta che il paese nordamericano ha ospitato il Gruppo A femminile dopo le edizioni del 1990, del 1997, del 2000, del 2004, del 2007 e del 2013. Gli Stati Uniti sono la squadra campione in carica. Nella finale gli Stati Uniti hanno sconfitto il Canada per 1-0 e si sono aggiudicati il settimo titolo mondiale, terzo consecutivo.

## Campionato di gruppo A

### Partecipanti
Al torneo prendono parte 8 squadre:
| 5 dall'Europa     | Finlandia | Rep. Ceca   |
| 5 dall'Europa     | Russia    | Svezia      |
| 5 dall'Europa     | Svizzera  |             |
| 2 dal Nordamerica | Canada    | Stati Uniti |
| 1 dall'Asia       | Giappone  |             |

### Gironi preliminari
Le otto squadre sono state divise in due gruppi di 4, in base al proprio ranking. Le squadre del girone A sono qualificate automaticamente ai turni successivi: le prime due classificate accedono direttamente alle semifinali, mentre le altre due giocheranno i quarti di finale insieme alle prime due classificate del girone B. Le ultime due classificate del girone B si affronteranno invece in uno spareggio al meglio delle tre partite per determinare la squadra retrocessa in Prima Divisione.

#### Girone A
| Kamloops 28 marzo 2016, ore 15:30 UTC-7 | Russia | 3 – 5 (0-1; 2-1; 1-3) referto | Finlandia | Sandman Centre (1.107 spett.) |

| Kamloops 28 marzo 2016, ore 19:30 UTC-7 | Stati Uniti | 3 – 1 (0-0; 0-0; 3-1) referto | Canada | Sandman Centre (5.580 spett.) |

| Kamloops 29 marzo 2016, ore 15:30 UTC-7 | Finlandia | 1 – 2 (1-1; 0-1; 0-0) referto | Stati Uniti | Sandman Centre (1.149 spett.) |

| Kamloops 29 marzo 2016, ore 19:30 UTC-7 | Canada | 8 – 1 (0-1; 6-0; 2-0) referto | Russia | Sandman Centre (4.453 spett.) |

| Kamloops 31 marzo 2016, ore 15:30 UTC-7 | Stati Uniti | 8 – 0 (3-0; 0-0; 5-0) referto | Russia | Sandman Centre (1.323 spett.) |

| Kamloops 31 marzo 2016, ore 19:30 UTC-7 | Canada | 6 – 1 (1-0; 4-1; 1-0) referto | Finlandia | Sandman Centre (4.234 spett.) |

| Pos. |             | PG | V | VOT | POT | P | GF | GS | DR  | Pt | Accede a         |
| 1.   | Stati Uniti | 3  | 3 | 0   | 0   | 0 | 13 | 2  | +11 | 9  | Semifinali       |
| 2.   | Canada      | 3  | 2 | 0   | 0   | 1 | 15 | 5  | +10 | 6  | Semifinali       |
| 3.   | Finlandia   | 3  | 1 | 0   | 0   | 2 | 7  | 11 | -4  | 3  | Quarti di finale |
| 4.   | Russia      | 3  | 0 | 0   | 0   | 3 | 4  | 21 | -17 | 0  | Quarti di finale |

#### Girone B
| Kamloops 28 marzo 2016, ore 13:00 UTC-7 | Svizzera | 4 – 2 (1-1; 1-0; 2-1) referto | Giappone | McArthur Island Centre (1.000 spett.) |

| Kamloops 28 marzo 2016, ore 17:00 UTC-7 | Svezia | 3 – 2 (0-0; 1-1; 2-1) referto | Rep. Ceca | McArthur Island Centre (613 spett.) |

| Kamloops 29 marzo 2016, ore 13:00 UTC-7 | Svizzera | 1 – 3 (0-0; 1-2; 0-1) referto | Rep. Ceca | McArthur Island Centre (570 spett.) |

| Kamloops 29 marzo 2016, ore 17:00 UTC-7 | Giappone | 0 – 2 (0-0; 0-0; 0-2) referto | Svezia | McArthur Island Centre (612 spett.) |

| Kamloops 31 marzo 2016, ore 13:00 UTC-7 | Rep. Ceca      | 3 – 2 (d.t.s.) (0-1; 0-0; 1-0; 0-0) referto | Giappone | McArthur Island Centre (782 spett.) |
| Shootout 1 – 0                          |                |                                             |          |                                     |
|                                         |                |                                             |          |                                     |
|                                         | Shootout 1 – 0 |                                             |          |                                     |

| Kamloops 31 marzo 2016, ore 17:00 UTC-7 | Svezia         | 2 – 1 (d.t.s.) (0-1; 1-0; 0-0; 0-0) referto | Svizzera | McArthur Island Centre (874 spett.) |
| Shootout 1 – 0                          |                |                                             |          |                                     |
|                                         |                |                                             |          |                                     |
|                                         | Shootout 1 – 0 |                                             |          |                                     |

| Pos. |           | PG | V | VOT | POT | P | GF | GS | DR | Pt | Accede a         |
| 1.   | Svezia    | 3  | 2 | 1   | 0   | 0 | 7  | 3  | +4 | 8  | Quarti di finale |
| 1.   | Rep. Ceca | 3  | 1 | 1   | 0   | 0 | 8  | 6  | +2 | 5  | Quarti di finale |
| 3.   | Rep. Ceca | 3  | 1 | 0   | 1   | 0 | 6  | 7  | -1 | 4  | Spareggio        |
| 4.   | Giappone  | 3  | 0 | 0   | 1   | 0 | 4  | 9  | -5 | 1  | Spareggio        |

### Spareggio per non retrocedere
Le ultime due classificate del girone B si sfidano al meglio delle tre gare. Il Giappone, perdente dello spareggio, è stato retrocesso in Prima Divisione.
| Kamloops 1º aprile 2016, ore 13:00 UTC-7 | Svizzera | 3 – 1 (2-1; 0-0; 1-0) referto | Giappone | McArthur Island Centre (522 spett.) |

| Kamloops 3 aprile 2016, ore 13:00 UTC-7 | Giappone | 0 – 4 (0-1; 0-2; 0-1) referto | Svizzera | McArthur Island Centre (791 spett.) |

### Fase a eliminazione diretta
|  | Quarti di finale | Quarti di finale | Quarti di finale |  |  | Semifinali | Semifinali  | Semifinali |  |  | Finali          | Finali          | Finali          |
|  |                  |                  |                  |  |  |            |             |            |  |  |                 |                 |                 |
|  |                  |                  |                  |  |  | A1         | Stati Uniti | 9          |  |  |                 |                 |                 |
|  | A4               | Russia           | 4                |  |  | A4         | Russia      | 0          |  |  |                 |                 |                 |
|  | B1               | Svezia           | 1                |  |  |            |             |            |  |  | A1              | Stati Uniti     | 1               |
|  |                  |                  |                  |  |  |            |             |            |  |  | A2              | Canada          | 0               |
|  |                  |                  |                  |  |  | A2         | Canada      | 5          |  |  |                 |                 |                 |
|  | A3               | Finlandia        | 5                |  |  | A3         | Finlandia   | 3          |  |  | Finale 3° posto | Finale 3° posto | Finale 3° posto |
|  | B2               | Rep. Ceca        | 0                |  |  |            |             |            |  |  | A3              | Finlandia       | 0               |
|  |                  |                  |                  |  |  |            |             |            |  |  | A4              | Russia          | 1               |

#### Quarti di finale
| Kamloops 1º aprile 2016, ore 15:30 UTC-7 | Russia | 4 – 1 (2-1; 1-0; 1-0) referto | Svezia | Sandman Centre (1.126 spett.) |

| Kamloops 1º aprile 2016, ore 19:30 UTC-7 | Finlandia | 5 – 0 (0-0; 3-0; 2-0) referto | Rep. Ceca | Sandman Centre (1.256 spett.) |

#### Semifinali
| Kamloops 3 aprile 2016, ore 15:00 UTC-7 | Stati Uniti | 9 – 0 (5-0; 3-0; 1-0) referto | Russia | Sandman Centre (2.297 spett.) |

| Kamloops 3 aprile 2016, ore 19:30 UTC-7 | Canada | 5 – 3 (1-1; 1-0; 3-2) referto | Finlandia | Sandman Centre (4.007 spett.) |

#### Finale per il 5º posto
| Kamloops 3 aprile 2016, ore 17:00 UTC-7 | Svezia | 4 – 2 (0-2; 0-0; 4-0) referto | Rep. Ceca | McArthur Island Centre (612 spett.) |

#### Finale per il 3º posto
| Kamloops 4 aprile 2016, ore 15:00 UTC-7 | Finlandia      | 0 – 1 (d.t.s.) (0-0; 0-0; 0-0; 0-0) referto | Russia | Sandman Centre (2.351 spett.) |
| Shootout 0 – 1                          |                |                                             |        |                               |
|                                         |                |                                             |        |                               |
|                                         | Shootout 0 – 1 |                                             |        |                               |

#### Finale
| Kamloops 4 aprile 2016, ore 19:30 UTC-7 | Stati Uniti | 1 – 0 (d.t.s.) (0-0; 0-0; 0-0) referto | Canada | Sandman Centre (5.850 spett.) |

### Classifica marcatori
| Giocatrice           | PG | G | A | Pt | +/- | MP |
| -------------------- | -- | - | - | -- | --- | -- |
| Hilary Knight        | 5  | 7 | 2 | 9  | +8  | 0  |
| Christine Hüni-Meier | 5  | 4 | 5 | 9  | +5  | 0  |
| Jocelyne Lamoureux   | 5  | 3 | 5 | 8  | +8  | 2  |
| Lara Stalder         | 5  | 3 | 5 | 8  | +5  | 12 |
| Rebecca Johnston     | 5  | 2 | 5 | 7  | +3  | 0  |
| Monique Lamoureux    | 5  | 2 | 5 | 7  | +7  | 4  |
| Natalie Spooner      | 5  | 3 | 3 | 6  | +3  | 2  |
| Jennifer Wakefield   | 5  | 3 | 3 | 6  | +3  | 4  |
| Brianna Decker       | 5  | 2 | 4 | 6  | +5  | 2  |
| Marie-Philip Poulin  | 5  | 2 | 4 | 6  | +4  | 6  |

### Classifica portieri
| Giocatore           | Min    | TC  | GS | SO | MGS  | Sv%   |
| ------------------- | ------ | --- | -- | -- | ---- | ----- |
| Alex Rigsby         | 192:30 | 72  | 1  | 2  | 0.31 | 98.61 |
| Emerance Maschmeyer | 191:23 | 90  | 4  | 0  | 1.25 | 95.56 |
| Florence Schelling  | 303:49 | 117 | 4  | 1  | 1.58 | 93.16 |
| Sara Grahn          | 301:52 | 101 | 8  | 1  | 1.59 | 92.08 |
| Meeri Räisänen      | 346:07 | 176 | 14 | 1  | 2.43 | 92.05 |

### Classifica finale
| Pos | Squadra     |
| --- | ----------- |
| 1   | Stati Uniti |
| 2   | Canada      |
| 3   | Russia      |
| 4   | Finlandia   |
| 5   | Svezia      |
| 6   | Rep. Ceca   |
| 7   | Svizzera    |
| 8   | Giappone    |

| Promossa nel Gruppo A:                    | Germania |
| Retrocessa in Prima Divisione - Gruppo A: | Giappone |

#### Riconoscimenti
Riconoscimenti individuali
| Premio                   | Giocatrice          |
| ------------------------ | ------------------- |
| Miglior giocatrice (MVP) | Hilary Knight       |
| Miglior portiere         | Emerance Maschmeyer |
| Miglior difensore        | Jenni Hiirikoski    |
| Miglior attaccante       | Hilary Knight       |

All-Star Team

| Attacco:  | Christine Hüni – Hilary Knight – Rebecca Johnston |
| Difesa:   | Monique Lamoureux – Jenni Hiirikoski              |
| Portiere: | Meeri Räisänen                                    |

## Prima Divisione
Il Campionato di Prima Divisione si è svolto in due gironi all'italiana. Il Gruppo A si è giocato ad Aalborg, in Danimarca, dal 25 al 31 marzo 2016. Il Gruppo B si è disputato ad Asiago, in Italia, dal 4 al 10 aprile 2016.

### Gruppo A
| Pos. |            | PG | V | VOT | POT | P | GF | GS | DR  | Pt |
| 1.   | Germania   | 5  | 4 | 0   | 0   | 1 | 16 | 7  | +9  | 12 |
| 2.   | Francia    | 5  | 4 | 0   | 0   | 1 | 15 | 9  | +6  | 12 |
| 3.   | Austria    | 5  | 3 | 1   | 0   | 1 | 16 | 10 | +6  | 11 |
| 4.   | Danimarca  | 5  | 2 | 0   | 0   | 3 | 13 | 14 | -1  | 6  |
| 5.   | Norvegia   | 5  | 0 | 1   | 1   | 3 | 10 | 17 | -7  | 3  |
| 6.   | Slovacchia | 5  | 0 | 0   | 1   | 4 | 7  | 20 | -13 | 1  |

| Promossa nel Gruppo A:                    | Germania   |
| Retrocessa in Prima Divisione - Gruppo B: | Slovacchia |

### Gruppo B
| Pos. |             | PG | V | VOT | POT | P | GF | GS | DR | Pt |
| 1.   | Ungheria    | 5  | 4 | 0   | 0   | 1 | 15 | 10 | +5 | 12 |
| 2.   | Lettonia    | 5  | 3 | 0   | 0   | 2 | 16 | 15 | +1 | 9  |
| 3.   | Kazakistan  | 5  | 2 | 0   | 1   | 2 | 13 | 14 | -1 | 7  |
| 4.   | Italia      | 5  | 1 | 1   | 1   | 2 | 11 | 13 | -2 | 6  |
| 5.   | Cina        | 5  | 2 | 0   | 0   | 3 | 10 | 10 | 0  | 6  |
| 6.   | Paesi Bassi | 5  | 1 | 1   | 0   | 3 | 11 | 14 | -3 | 5  |

| Promossa in Prima Divisione - Gruppo A:     | Ungheria    |
| Retrocessa in Seconda Divisione - Gruppo A: | Paesi Bassi |

## Seconda Divisione
Il Campionato di Seconda Divisione si è svolto in due gironi all'italiana. Il Gruppo A ha giocato a Bled, nel Slovenia, dal 2 all'8 aprile 2016. Il Gruppo B si è svolto ad Ankara, in Turchia, dal 29 febbraio al 6 marzo 2016. Il girone di qualificazione al Gruppo B si è disputato invece a Sofia, in Bulgaria, dal 7 al 10 dicembre 2015.

### Gruppo A
| Pos. |                | PG | V | VOT | POT | P | GF | GS | DR  | Pt |
| 1.   | Polonia        | 5  | 4 | 0   | 0   | 1 | 37 | 9  | +28 | 12 |
| 2.   | Corea del Sud  | 5  | 4 | 0   | 0   | 1 | 15 | 3  | +12 | 12 |
| 3.   | Regno Unito    | 5  | 4 | 0   | 0   | 1 | 34 | 3  | +31 | 12 |
| 4.   | Corea del Nord | 5  | 2 | 0   | 0   | 3 | 21 | 23 | -2  | 6  |
| 5.   | Slovenia       | 5  | 1 | 0   | 0   | 4 | 9  | 27 | -18 | 3  |
| 6.   | Croazia        | 5  | 0 | 0   | 0   | 5 | 4  | 55 | -51 | 0  |

| Promossa in Prima Divisione - Gruppo B:     | Polonia |
| Retrocessa in Seconda Divisione - Gruppo B: | Croazia |

### Gruppo B
| Pos. |               | PG | V | VOT | POT | P | GF | GS | DR  | Pt |
| 1.   | Australia     | 5  | 4 | 0   | 1   | 0 | 32 | 6  | +26 | 13 |
| 2.   | Spagna        | 5  | 4 | 0   | 0   | 1 | 26 | 8  | +18 | 12 |
| 3.   | Islanda       | 5  | 3 | 0   | 0   | 2 | 21 | 10 | +11 | 9  |
| 4.   | Messico       | 5  | 2 | 1   | 0   | 2 | 13 | 9  | +4  | 8  |
| 5.   | Nuova Zelanda | 5  | 1 | 0   | 0   | 4 | 13 | 40 | -27 | 3  |
| 6.   | Turchia       | 5  | 0 | 0   | 0   | 5 | 8  | 40 | -32 | 0  |

| Promossa in Seconda Divisione - Gruppo A:                  | Australia |
| Retrocessa in Seconda Divisione - Gruppo B Qualificazione: | Turchia   |

### Qualificazione al Gruppo B
| Pos. |           | PG | V | VOT | POT | P | GF | GS | DR  | Pt |
| 1.   | Romania   | 3  | 2 | 0   | 1   | 0 | 15 | 9  | +6  | 7  |
| 2.   | Hong Kong | 3  | 2 | 0   | 0   | 1 | 15 | 9  | +6  | 6  |
| 3.   | Sudafrica | 3  | 1 | 1   | 0   | 1 | 12 | 8  | +4  | 5  |
| 4.   | Bulgaria  | 3  | 0 | 0   | 0   | 3 | 8  | 24 | -16 | 0  |

| Promossa in Seconda Divisione - Gruppo B: | Romania |